# Aree naturali protette del Vietnam

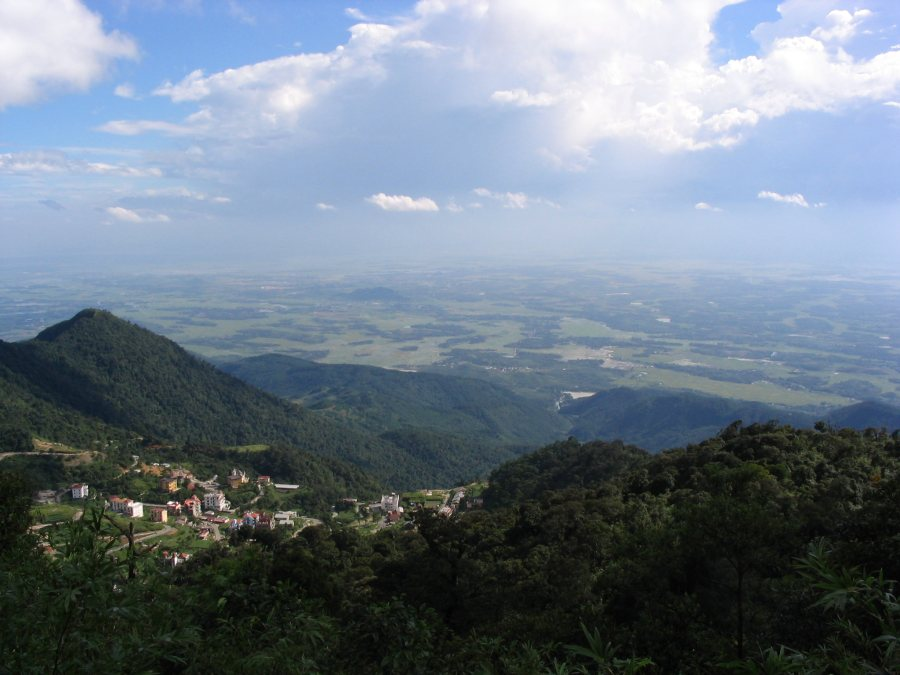
Il parco nazionale di Tam Dao

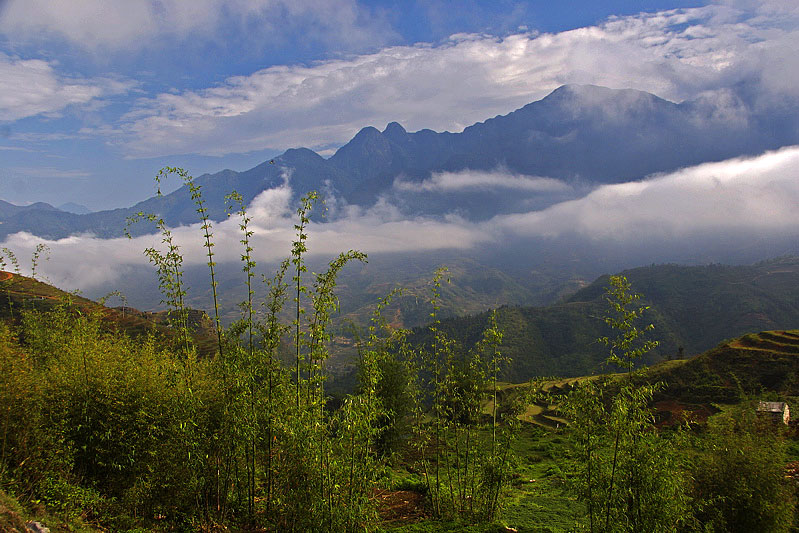
Il parco nazionale di Hoang Lien

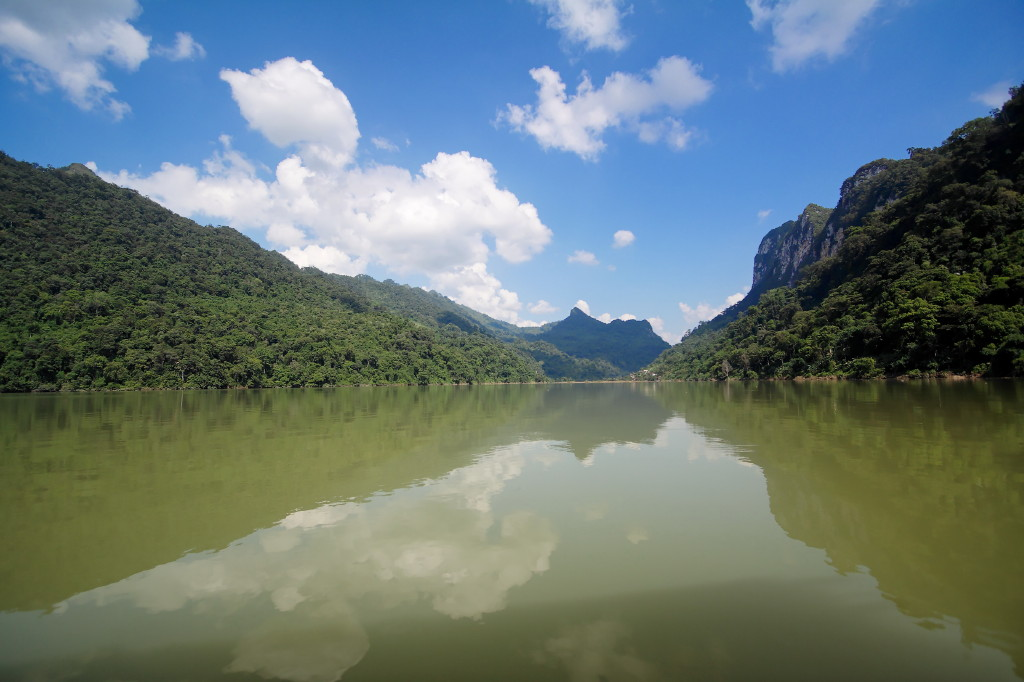
Il Lago di Ba Be nel parco nazionale di Ba Be

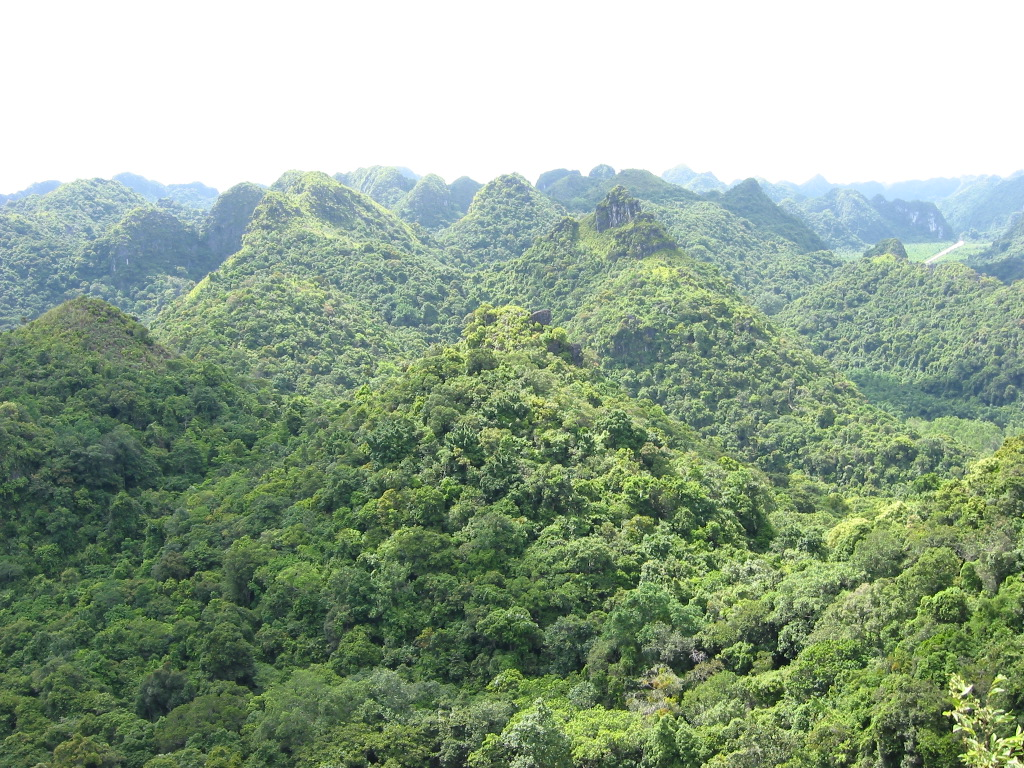
Il parco nazionale di Cat Ba

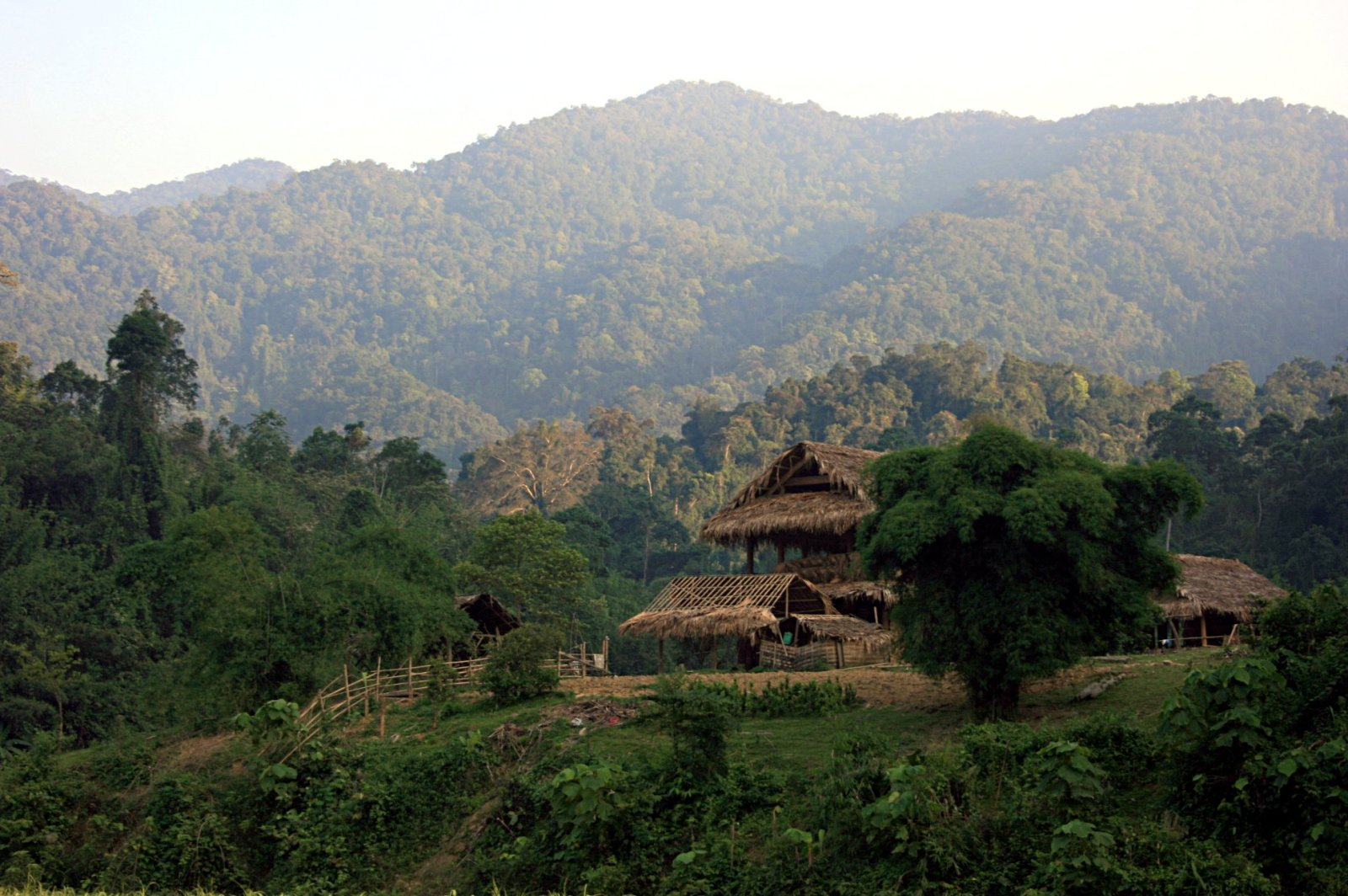
Il parco nazionale di Pu Mat

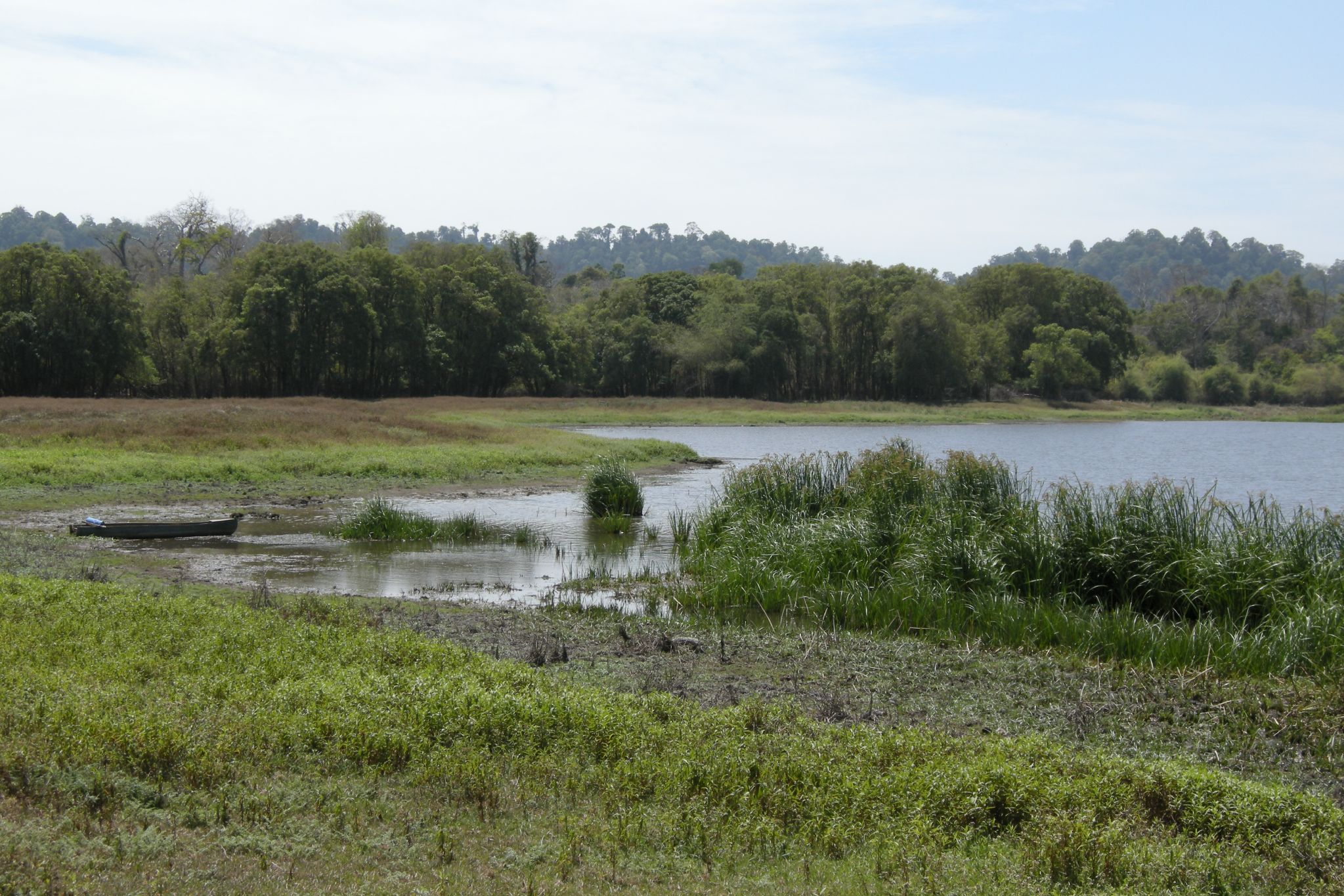
La zona umida del parco nazionale di Cat Tien

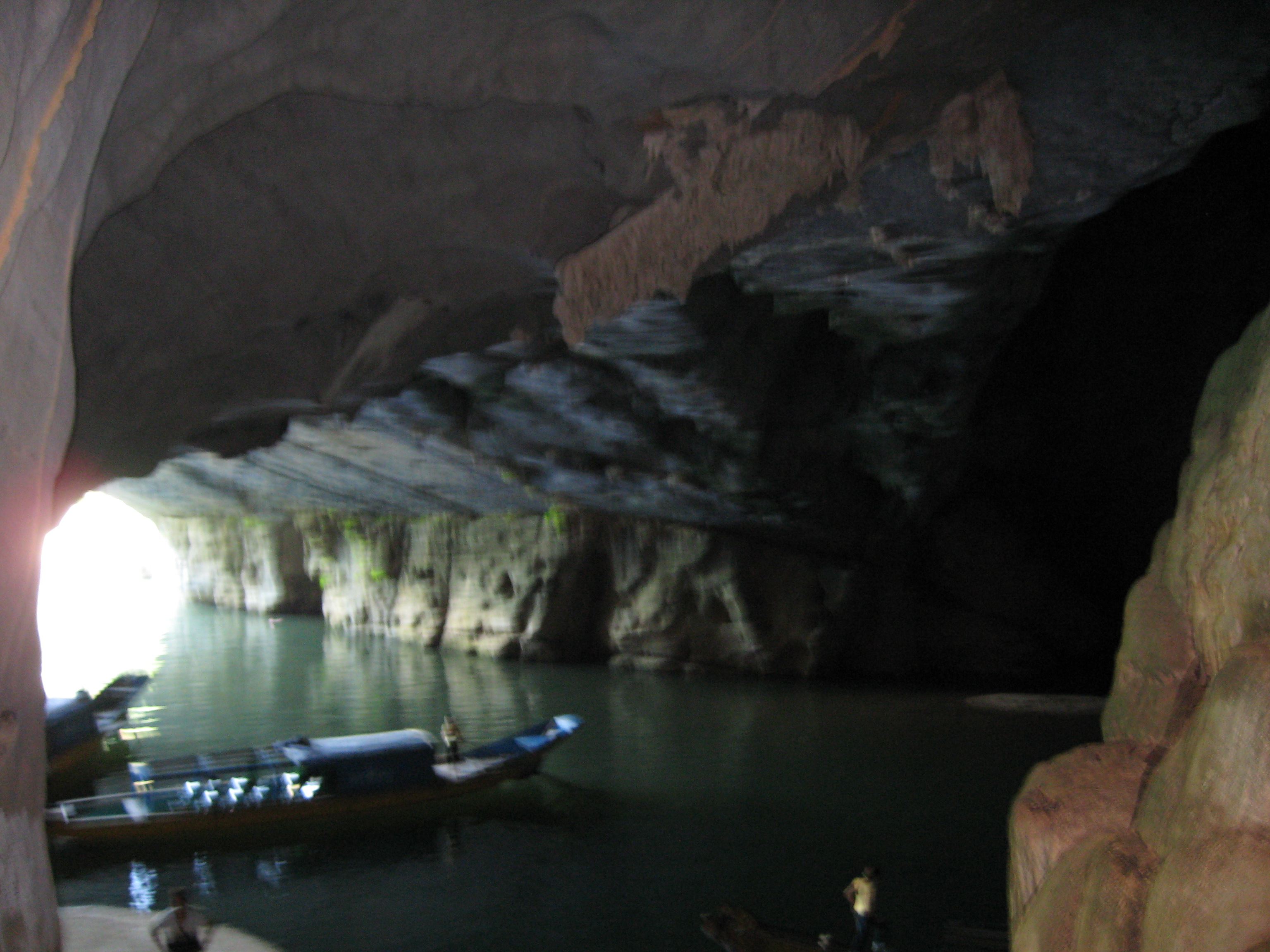
Il fiume sotterraneo nella grotta di Phong Nha, nel parco nazionale di Phong Nha-Ke Bang

Il Vietnam ha numerose aree naturali protette.
Secondo il World Database on Protected Areas (WDPA), in Vietnam sono presenti 15 parchi nazionali, 2 parchi nazionali "zone cuscinetto", 23 "aree marine protette" e 45 "siti di interesse culturale e storico". A queste vanno aggiunte alcune riserve della biosfera.

## Parchi nazionali
I parchi nazionali del Vietnam sono:
| Regione               | Nome                                 | Anno istituzione | Superficie (km2) | Provincia                           |
| --------------------- | ------------------------------------ | ---------------- | ---------------- | ----------------------------------- |
| Tay Bac               | Parco nazionale di Hoàng Liên        | 2002             | 298.45           | Lào Cai                             |
| Dong Bac              | Parco nazionale di Ba Bể             | 1992             | 76.10            | Bắc Kạn                             |
| Dong Bac              | Parco nazionale di Bái Tử Long       | 2001             | 157.83           | Quảng Ninh                          |
| Dong Bac              | Parco nazionale di Xuân Sơn          | 2002             | 150.48           | Parco nazionale di Phú Thọ          |
| Dong Bac              | Parco nazionale di Tam Đảo           | 1996;            | 368.83           | Vĩnh Phúc, Thái Nguyên, Tuyên Quang |
| Delta del fiume Rosso | Parco nazionale di Ba Vì             | 1991             | 73.77            | Hà Tây                              |
| Delta del fiume Rosso | Parco nazionale di Cát Bà            | 1986             | 152.00           | Hải Phòng                           |
| Delta del fiume Rosso | Parco nazionale di Cúc Phương        | 1994             | 222.00           | Ninh Bình, Thanh Hóa, Hòa Bình      |
| Delta del fiume Rosso | Parco nazionale di Xuân Thủy         | 2003             | 71.00            | Nam Định                            |
| Bắc Trung Bộ          | Parco nazionale di Bến En            | 1992             | 166.34           | Thanh Hóa                           |
| Bắc Trung Bộ          | Parco nazionale di Pù Mát            | 2001             | 911.13           | Nghệ An                             |
| Bắc Trung Bộ          | Parco nazionale di Vũ Quang          | 2002             | 550.28           | Hà Tĩnh                             |
| Bắc Trung Bộ          | Parco nazionale di Phong Nha-Kẻ Bàng | 2001;            | 857.54           | Quảng Bình                          |
| Bắc Trung Bộ          | Parco nazionale di Bạch Mã           | 1991             | 220.30           | Huế                                 |
| Tay Nguyen            | Parco nazionale di Chư Mom Ray       | 2002             | 566.21           | Kon Tum                             |
| Tay Nguyen            | Parco nazionale di Kon Ka Kinh       | 2002             | 417.80           | Gia Lai                             |
| Tay Nguyen            | Parco nazionale di Yok Đôn           | 1991             | 1155.45          | Đăk Lăk                             |
| Tay Nguyen            | Parco nazionale di Chư Yang Sin      | 2002             | 589.47           | Đăk Lăk                             |
| Tay Nguyen            | Parco nazionale di Bidoup Núi Bà     | 2004             | 648.00           | Lâm Đồng                            |
| Dong Nam Bo           | Parco nazionale di Cát Tiên          | 1992             | 738.78           | Đồng Nai, Lâm Đồng, Bình Phước      |
| Dong Nam Bo           | Parco nazionale di Bù Gia Mập        | 2002             | 260.32           | Bình Phước                          |
| Dong Nam Bo           | Parco nazionale di Côn Đảo           | 1993             | 150.43           | Bà Rịa-Vũng Tàu                     |
| Dong Nam Bo           | Parco nazionale di Lò Gò Xa Mát      | 2002             | 187.65           | Tây Ninh                            |
| Delta del Mekong      | Parco nazionale di Tràm Chim         | 1994             | 75.88            | Đồng Tháp                           |
| Delta del Mekong      | Parco nazionale di U Minh Thượng     | 2002             | 80.53            | Kiên Giang                          |
| Delta del Mekong      | Parco nazionale di Mũi Cà Mau        | 2003             | 418.62           | Cà Mau                              |
| Delta del Mekong      | Parco nazionale di U Minh Hạ         | 2006             | 82.86            | Cà Mau                              |
| Delta del Mekong      | Parco nazionale di Phước Bình        | 2006             | 198.14           | Ninh Thuận                          |
| Delta del Mekong      | Parco nazionale di Núi Chúa          | 2003             | 296.73           | Ninh Thuận                          |
| Delta del Mekong      | Parco nazionale di Phú Quốc          | 2001             | 314.22           | Kiên Giang                          |

## Aree marine protette
Le aree marine protette del Vietnam sono:
| - Riserva naturale di Cu Lao Cham - Cu Mong - Dao Bach Long Vi - Dao Cat Ba - Dao Co To - Dao Con Co - Dao Ly Son - Dao Phu Quy - Dao Tran - Hai Van-Hon Son Tra - Hon Cau-Vinh Hao - Hon Me | - Hon Mun - Nai Lagoon - Nam Du - Nha Phu-Hon Heo - O Loan - Phu Quoc - Quy Nhon - Tam Giang-Cau Hai - Thuy Trieu - Troung Sa |  |

## Siti di interesse culturale e storico
I siti di interesse culturale e storico del Vietnam sono
| - Ai Chi Lang - Ba To - Bac Hai Van - Bac Nghe An, nella provincia Northern Nghe An - Bac Son - Bai Chay - Ban Dao Son Tra - Boi Loi - Cac Dao Vinh Ha Long - Cam Son - Con Son - Dao Ho Song Da - Den Ba Trieu - Den Hung - Deo Ca Hon Ron | - Dinh Hoa - Do Son - Duong Minh Chau - Ha Long Bay - Ham Rong - Ho Lak - Hoa Lư - Hon Chong - Huong Son - Kim Binh - Lam Son - Muong Phang - My Bang - Nam Hai Van - Ngoc Trao | - Ngu Hanh Son - Nui Ba Den - Nui Ba Ra - Nui Chung - Nui Coc - Nui Thanh - Pac Bo - Quy Hoa-Ghenh Rang - Rung Thong Da Lat - Rung Thong Dong Son - Sam Son - Tan Trao - Thac Ba - Vuon Cam Nguyen Hue - Yen The |  |

## Riserve della biosfera
In Vietnam sono presenti sei riserve della biosfera: 
| - Foresta di mangrovie di Can Gio - Parco nazionale di Cat Tien - Parco nazionale di Cat Ba | - Parco nazionale di U Minh Thuong - Delta del fiume Rosso - Nghe An Occidentale |  |